# تيم هيلر
تيم هيلر (بالإنجليزية: Tim Hiller)‏ هو لاعب كرة قدم أمريكية أمريكي، ولد في 13 ديسمبر 1986 في بارما في الولايات المتحدة.